# Gomoa Fetteh
Gomoa Fetteh is een plaats in Ghana (regio Central). De plaats telt 3 582 inwoners (census 2000).

## Cultuur

### Sport
Gomoa Fetteh was de thuisbasis van de Ghanese voetbalclub Feyenoord Fetteh, die uitkwam in de hoogste competitie.